# Mimostrangalia kurosonensis
Mimostrangalia kurosonensis är en skalbaggsart som först beskrevs av Nobuo Ohbayashi 1936.  Mimostrangalia kurosonensis ingår i släktet Mimostrangalia och familjen långhorningar. Inga underarter finns listade i Catalogue of Life.